# Sandra Monfort Oliver
Sandra Monfort Oliver (Pedreguer, 4 de julio de 1992) es una cantante española que forma parte del trío musical Marala.
Con diecisiete años se instaló en Barcelona para realizar estudios superiores de música, pero posteriormente regresó a Pedreguer, su ciudad natal. Con Toni Fort (ZOO) formó el grupo del folk fusión Xaluq, publicando en 2016 el disco Empelt. En 2020, Marala publica su primer disco, A trenc d'alba, con el que obtuvieron un Premio Ovidi Montllor y un Enderrock Balear. En 2021 publicó su primer trabajo en solitario, Niño reptil ángel, con que obtuvo dos Premios Carles Santos. En 2023 editó su último álbum hasta la fecha, La Mona, donde continúa mezclando tradición y música contemporánea.

## Discografía

### Con Xaluq
- Empelt (2016)

### Con Marala
- A trenc d'alba (2020)
- Jota de morir (2022)

### En solitario
- Niño réptil ángel (2021)
- La mona (2023)